# Geschichte der Nacht
Geschichte der Nacht (internationaler Titel The Story of Night) ist ein Experimentalfilm des Schweizer Regisseurs Clemens Klopfenstein aus dem Jahr 1979. Der Film entstand ohne Schauspieler oder Handlung aus assoziativ montierten Nachtaufnahmen in europäischen Städten. Er wird auch als Dokumentarfilm bezeichnet, wobei die gezeigten Bilder im Film, dessen Tonspur neben dem Originalton der Aufnahmen nur aus Musik besteht, jedoch nicht kommentiert werden.

## Inhalt
Der Film besteht aus Nachtaufnahmen europäischer Städte, vor allem Aussenaufnahmen von oft menschenleeren Strassen und Gebäuden, aber auch einigen Szenen in Innenräumen, unter anderem eine Wartehalle oder Tanzende in einem Nachtclub. Die Aufnahmen werden von Originalton und der Musik der Third Ear Band begleitet, ohne Kommentar oder Elemente einer Handlung. Klopfenstein wollte «in dem Film die Physiognomie einer europäischen Stadt realisieren, die es in natura nicht gibt», «einen handlungsfreien Film, in den sich der Zuschauer seine eigene Geschichte denken und sich an seine eigene Erfahrung erinnern kann». Martin Schaub schrieb in der Schweizer Filmzeitschrift Cinema, dass in dem Film entfernteste Schauplätze und Töne zu einem einzigen «Weltinnenraum» amalgamierten. Die Originaltöne seien in der Minderzahl und «ebenso assoziativ montiert wie die Bilder»; türkische Gesprächsfetzen können in dem Film über Bildern aus Belfast liegen.

## Produktion
Geschichte der Nacht wurde während 150 Nächten an verschiedenen Orten in Europa gedreht; die Aufnahmen entstanden in der Schweiz, in der Türkei, in Polen, der Tschechoslowakei, Rumänien, Italien, Frankreich, Spanien, England, Irland und Deutschland. Klopfenstein drehte auf 16-mm-Film mit einer Kamera des Modells Bolex H16, während Hugo Sigrist mit einem Nagra-Miniatur-Tonbandgerät für den Ton zuständig war. Klopfenstein entwickelte die Filme bei Schwarz Film, indem er die Empfindlichkeit auf bis zu 3200 ASA forcierte. In einem Interview sagte er dazu: «Um sechs Uhr morgens kam manchmal nur Schwarz raus, aber manchmal war etwas drauf, und ich torkelte ins Freie, ins Sonnenlicht und war sehr glücklich.»
Die Produktion wurde vom Eidgenössischen Departement des Innern, den Kantonen Bern und Basel-Stadt, der Migros und der Evangelischen Kirche des Kantons Bern unterstützt. Der Film wurde im Dezember 1978 in Montefalco in Umbrien fertiggestellt. Am 15. Dezember 1978 fand im Kellerkino in Bern eine Aufführung für Freunde statt; die öffentliche Uraufführung war am 23. Januar 1979 an den Solothurner Filmtagen.

## Rezeption
Klopfenstein äusserte in einem Interview, der Film sei «so ein Erfolg in Berlin» gewesen, da noch nie jemand zuvor ohne Kunstlicht in der Nacht gedreht habe. Der Regisseur Ang Lee soll sich einmal vor Klopfenstein mit dem Ausruf «Maestro, Maestro» auf die Knie geworfen haben, da er Klopfenstein bewundere, seit er als Filmstudent die Geschichte der Nacht analysiert habe. Michael Kienzl verglich den Film in einer Rezension mit Klopfensteins späterem Werk Die Vogelpredigt oder Das Schreien der Mönche; obwohl man es in letzterem statt mit Handlungsverweigerung mit einer «anarchischen No-Budget-Meta-Komödie» zu tun habe, sei der Graben zwischen den beiden Regiearbeiten nicht so gross, da bereits in Geschichte der Nacht eine «anti-autoritäre und freiheitsliebende Haltung» stecke.